# 102. stridsflygdivisionen
102. jaktflygdivisionen även känd som Johan Blå var en stridsflygdivision inom svenska flygvapnet som verkade i olika former åren 1940–2002. Divisionen var baserad på Ängelholms flygplats norr om Ängelholm.

## Historik
Johan Blå var 2. divisionen vid Skånska flygflottiljen (F 10), eller 102. stridsflygdivisionen inom Flygvapnet. Divisionens bildades som en övningsdivision den 1 november 1940 och dess första chef var löjtnant Gösta Eriksson.
I samband med att Svea flygflottilj (F 8) avvecklades samt att Södertörns flygflottilj (F 18) ombeväpnades, friställdes ett antal J 34 Hunter. År 1963 tillfördes dessa bland annat Skånska flygflottiljen och Johan Blå. År 1967 omskolades divisionen och beväpnades med J 35B Draken, vilken följdes av J 35F-2 och J 35J.
Den 1 juli 1992 övertog divisionen tillsammans med 103. jaktdivisionen (Johan Gul) "Typinflygningsskolan" från 101. jaktflygdivisionen (Johan Röd). Dock enbart i den formen att man lånade ut flygförare till TIS-gruppen, vilken tidigare varit en del av 101. jaktflygdivisionen.
102. jaktflygdivisionen är den av flygvapnets flygdivisioner som opererade Draken-systemet längst. Då den kom åren 1967–1998 att beväpnas med nya versioner av flygplanet – David, Filip och sist Johan-versionen. Den 8 december 1998 utgick Draken ur den svenska krigsorganisationen, där Kapten Per Amelin vid divisionen gjorde den sista officiella flygningen inom Flygvapnet. Divisionen var vid denna tid, Sveriges sista Draken-division. Flygplansindividen som gjorde den sista flygningen var J 35J (35540) vid tillfället blåmålad och med ovansidan prydd med divisionens dödskallesymbol.
År 1999 påbörjade divisionen som första division vid Skånska flygflottiljen omskolning och ombeväpning till JAS 39-systemet. I samband med att divisionen påbörjade omskolning, antogs namnet 102. stridsflygdivisionen. Under hösten 2000 utbildades divisionens flygförarna till instruktörer, för att kunna bistå omskolningen av Johan Röd. 
Genom 2000 års försvarsbeslut beslutades att divisionen med flottiljen skulle upplösas, och att dess uppgift skulle överföras till Blekinge flygflottilj (F 17). Flygplanen vid flottiljens två JAS-divisionerna överfördes hösten 2002 till F 17 i Kallinge, ombaseringen gjordes efter att de båda divisionerna var helt omskolade, det vill säga den 1 oktober 2002 respektive den 1 december 2002.

## Materiel vid förbandet
| Jaktflygplan - 1940–1943: J 8 Gladiator - 1942–1945: J 20 Re.2000 - 1945–1950: J 22 - 1949–1951: J 21RA - 1951–1953: J 28B Vampire - 1953–1963: J 29B/F Tunnan - 1963–1967: J 34 Hunter - 1967–1998: J 35B/F/J Draken | Enhetsflygplan - 1999–2002: JAS 39A Gripen |

## Förbandschefer
Divisionschefer vid 102. stridsflygdivisionen (Johan Blå) åren 1940–2002.
- 1940–194?: Gösta Eriksson
- 194?–194?: Börge Hofvendahl
- 194?–2002: ???

## Anropssignal, beteckning och förläggningsort
| Johan Blå | 1940-11-01 | – | 2000 |

| 102. jaktflygdivisionen   | 1940-11-01 | – | 1999-??-?? |
| 102. stridsflygdivisionen | 1999-??-?? | – | 2002-09-30 |

| Bulltofta (F) | 1940-11-01 | – | 1945-??-?? |
| Ängelholm (F) | 1945-??-?? | – | 2002-09-30 |

## Galleri

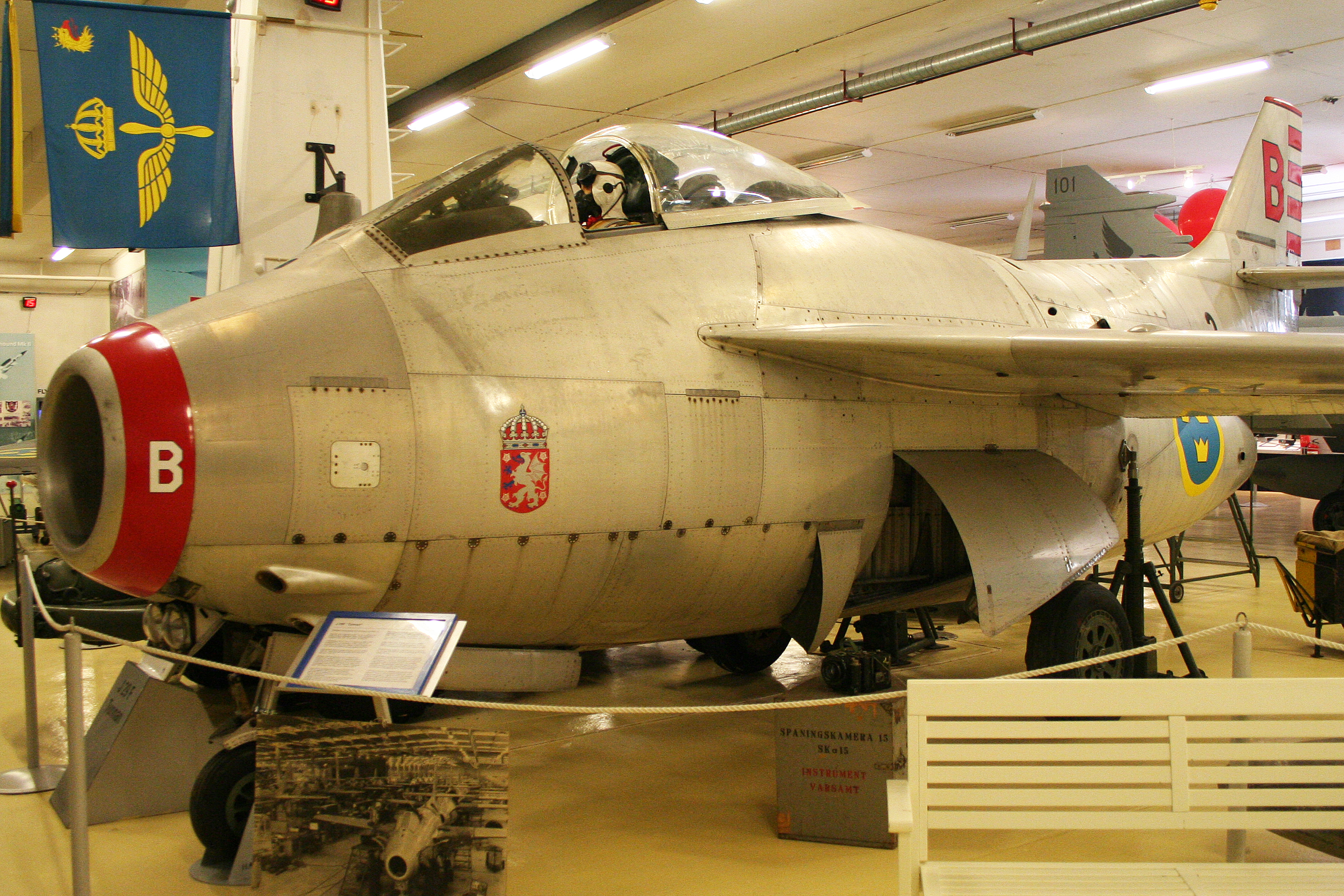
J 29 Tunnan (1953–1963)
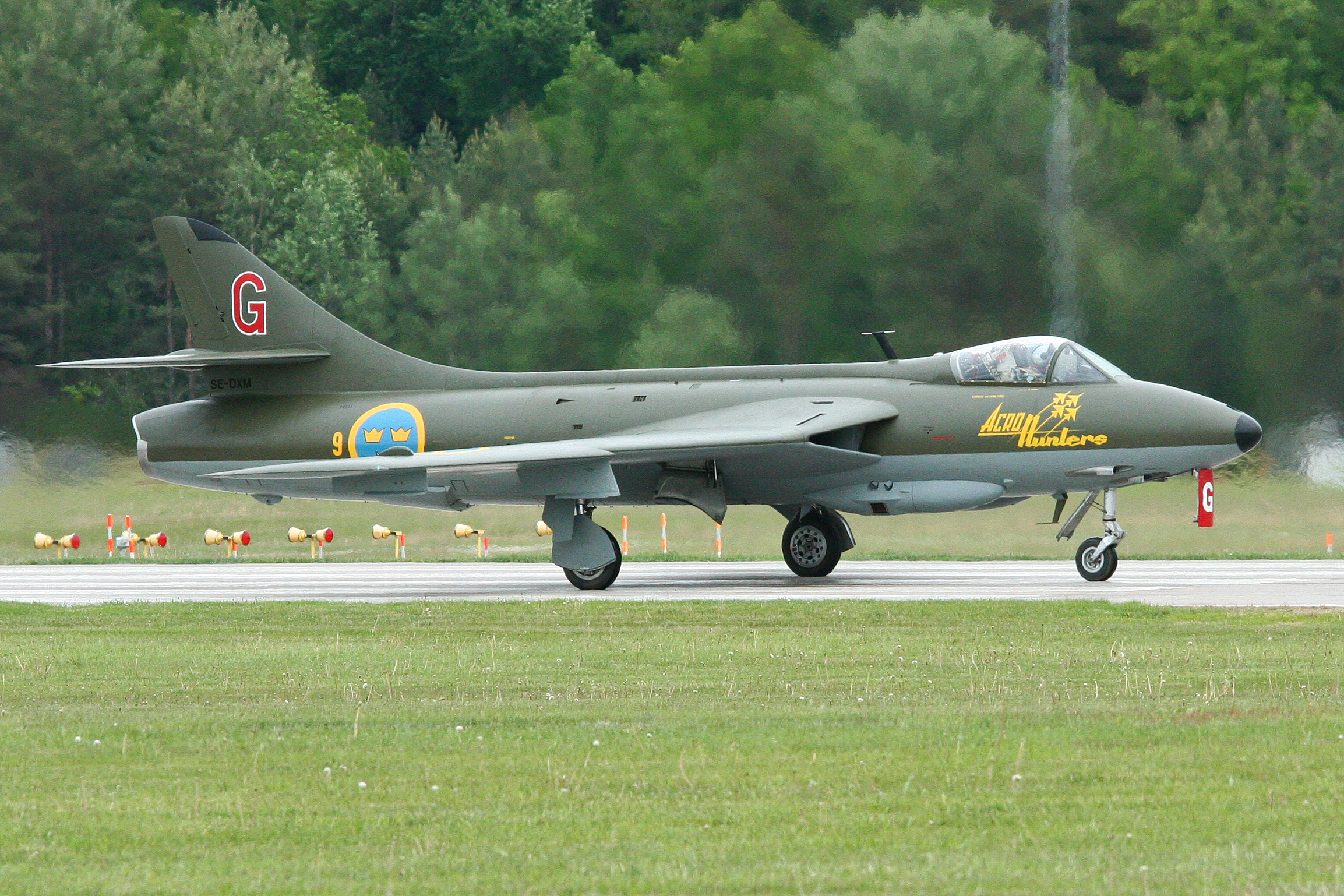
J 34 Hunter (1963–1967)
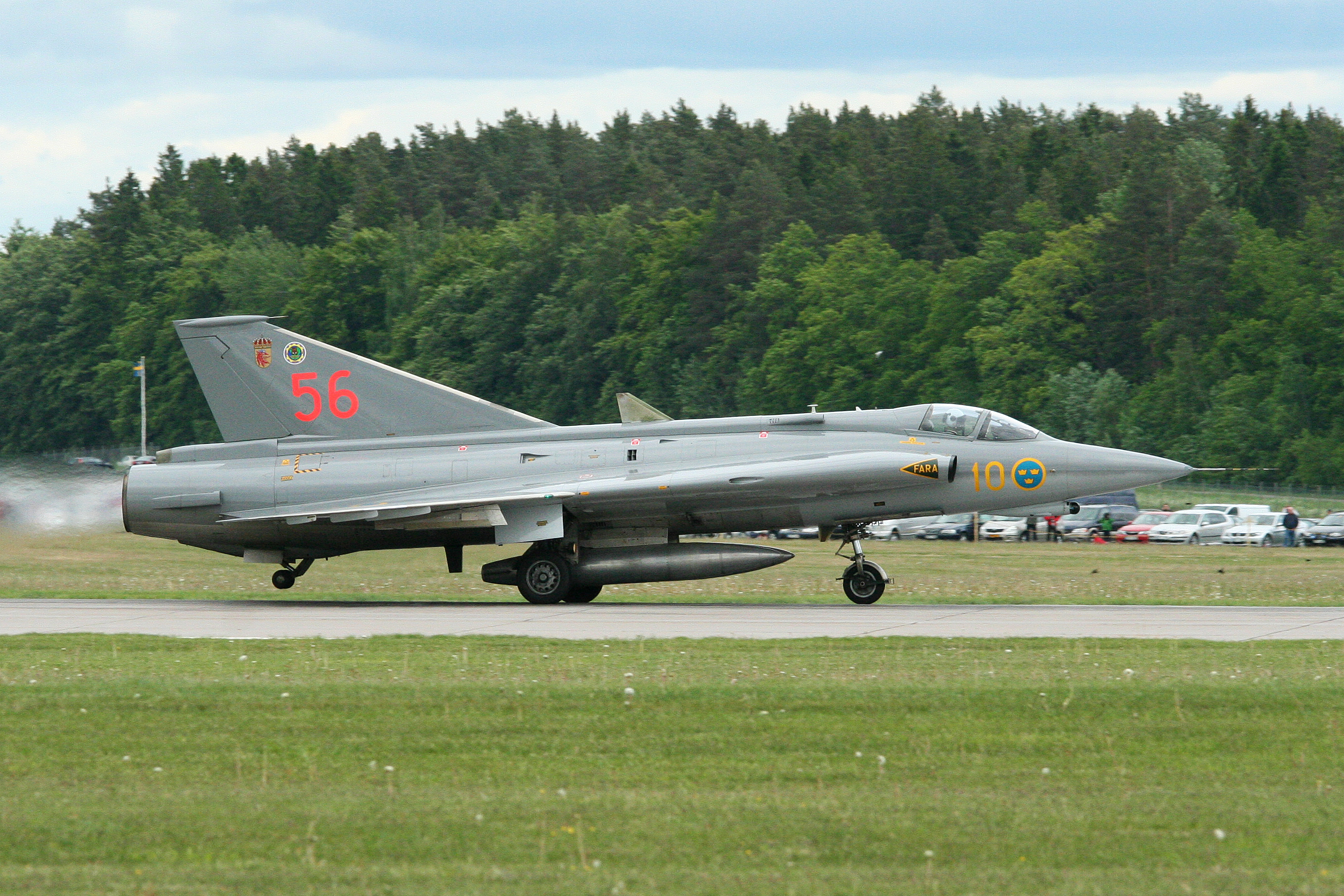
J 35 Draken (1967–1998)
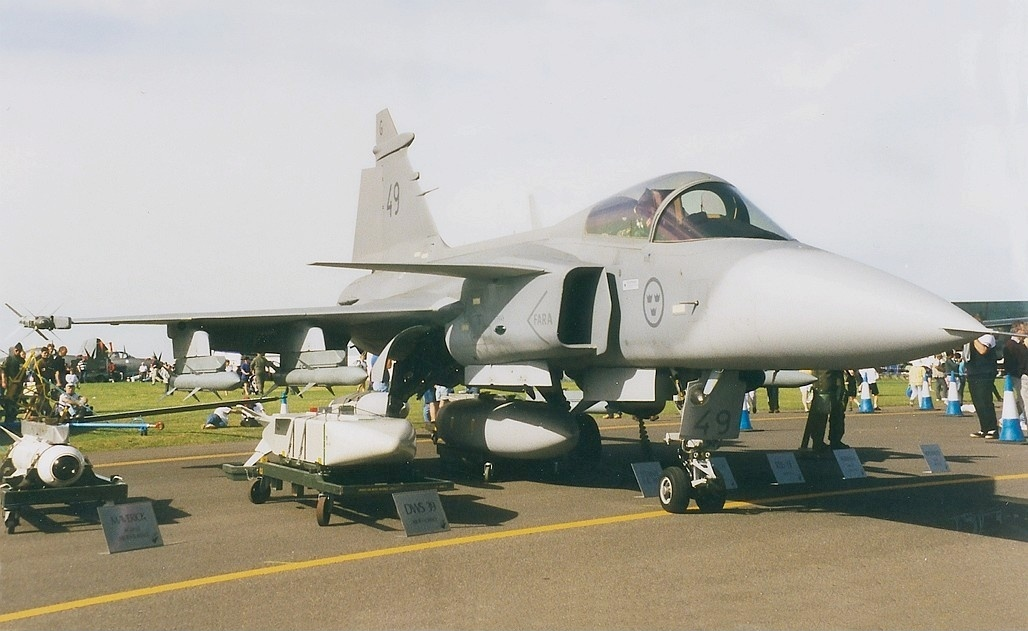
JAS 39A (1999–2002)